# محوطه دره کوره
محوطه دره کوره در شهرستان بیجار، بخش چنگ الماس، روستای سبزوار واقع شده و این اثر در تاریخ ۱۰ دی ۱۳۸۱ با شمارهٔ ثبت ۶۸۰۵ به‌عنوان یکی از آثار ملی ایران به ثبت رسیده است.